# Plaça Major (Pacs del Penedès)
La Plaça Major és una plaça de Pacs del Penedès (Alt Penedès) que centra el nucli de Pacs, i té el seu origen en l'època medieval. És inclosa a l'Inventari del Patrimoni Arquitectònic de Catalunya.
La plaça Major de Pacs configura el nucli principal del poble. És de forma irregular i arrodonida. Les cases que la delimiten presenten en general planta baixa, pis i golfes, amb patis posteriors i parets atalussades. Són interessants els arcs adovellats, el pas inferior allindat i els emmarcaments de pedra de les finestres.